# James Chabot
Pour les articles homonymes, voir Chabot.
James Roland "Jim" Chabot (8 mai 1927-9 octobre 1989) est un homme politique canadien de la Colombie-Britannique. Il est député provincial créditiste de la circonscription britanno-colombienne de Columbia de 1963 à 1966 et de Columbia River de 1966 à 1986,.
Il est ministre dans les cabinets des premiers ministres W. A. C. Bennett et Bill Bennett aux poste de ministre du Travail, ministre des Mines et des Ressources pétrolières et ministre des Services gouvernementaux.

## Biographie
Né à Farnham en Estrie au Québec, Chabot s'installe en Colombie-Britannique durant les années 1950. Employé comme superviseur d'une compagnie de transport ferroviaire.
Candidat défait lors de la course à la direction créditiste en 1973, il ne se représente pas lors de l'élection générale de 1986 (en).
Chabot meurt d'une insuffisance cardiaque à son domicile d'Invermere en octobre 1989 à l'âge de 62 ans.

## Hommage
Le parc provincial James Chabot (en), au nord-est du lac Windermere dans la vallée du Columbia, est nommé en son honneur.